# Gnomidolon subfasciatum
Gnomidolon subfasciatum är en skalbaggsart som beskrevs av Martins 1967. Gnomidolon subfasciatum ingår i släktet Gnomidolon och familjen långhorningar. Inga underarter finns listade i Catalogue of Life.